# Ellen Wroe
Ellen Elizabeth Wroe (* 7. Juni 1988 in Austin, Texas) ist eine US-amerikanische Schauspielerin.

## Karriere
Ellen Elizabeth Wroe war in ihrer Jugend 13 Jahre lang Turnerin, so dass sie bis auf wenige Ausnahmen in den Szenen auf dem Schwebebalken und am Stufenbarren in Final Destination 5 selbst auftrat. Wroe ist seit 2009 als Film- und Fernsehschauspielerin aktiv.

## Filmografie
- 2009: I Didn’t Know I Was Pregnant (Fernsehserie, Gastrolle)
- 2010: Gary Unmarried (Fernsehserie, Gastrolle)
- 2010: The Etiquette Ninjas (Kurzfilm)
- 2010: Huge (Fernsehserie, Gastrolle)
- 2011: Final Destination 5
- 2011: New Romance (Musikvideo)
- 2011: The Gatorade Rap (Kurzfilm)
- 2012: Awesometown (Pilotfilm)
- 2012: Southland (Fernsehserie, Gastrolle)
- 2012: Cassandra French’s Finishing School for Boys (Fernsehserie, Gastrolle)
- 2013: Humor Me (Kurzfilm)
- 2013: The Food Ditty (Kurzfilm)
- 2013: Weapon Wars (Fernsehserie, Gastrolle)
- 2013: Masters of Sex (Fernsehserie, 2 Folgen)
- 2014: Major Crimes (Fernsehserie, eine Folge)
- 2014: Navy CIS (Fernsehserie, eine Folge)
- 2014: The Mentalist (Fernsehserie, eine Folge)
- 2014: Rabid Weight Loss (Kurzfilm)
- 2015: Baby Daddy (Fernsehserie, eine Folge)
- 2015: Navy CIS: New Orleans (Fernsehserie, eine Folge)
- 2016: Grandfathered (Fernsehserie, eine Folge)
- 2016: Chicago Med (Fernsehserie, eine Folge)
- 2016: Grey’s Anatomy (Fernsehserie, eine Folge)
- 2016: Hey, Babe... (Fernsehserie, 6 Folgen)
- 2016: Animal Kingdom (Fernsehserie, 8 Folgen)
- 2017: Grimm (Fernsehserie, eine Folge)
- 2017: Rosewood (Fernsehserie, eine Folge)
- 2017: Der Denver-Clan (Fernsehserie, eine Folge)
- 2017: Navy CIS: L.A. (Fernsehserie, eine Folge)
- 2018: Criminal Minds (Fernsehserie, eine Folge)
- 2018: Here and Now (Fernsehserie, 2 Folgen)
- 2018: The Kid (Kurzfilm)
- 2018: Seattle Firefighters (Station 19, Fernsehserie, eine Folge)
- 2018: Atlanta Medical (Fernsehserie, eine Folge)
- 2019: Only Mine
- 2019: Shameless – Nicht ganz nüchtern (Fernsehserie, eine Folge)
- 2020: SEAL Team (Fernsehserie, eine Folge)
- 2021: For All Mankind (Fernsehserie, 5 Folgen)
- 2022: Escape Room – The Game (Gatlopp)
- 2022: They Live in the Grey
- 2023: General Hospital (Fernsehserie, eine Folge)
- 2024: 9-1-1: Notruf L.A. (9-1-1, Fernsehserie, eine Folge)
- 2025: The Pitt (Fernsehserie, 3 Folgen)